# Aase Madsen
Aase Madsen (13. januar 1914 – 2. januar 2006) var en dansk skuespiller, der oprindelig arbejdede som fotograf, men blev "opdaget" af film-parret Lau Lauritzen junior og Alice O'Fredericks. Det blev dog kun til et par spillefilm i hjemlandet, idet hun allerede fra 1936 indledte en karriere på lærredet i USA. Hun medvirkede kun i to film i Danmark i 1935, nemlig Kidnapped og Bag Københavns kulisser. 
Aase Madsen blev 91. Hun døde på et rekreationshjem i Santa Monica 2. januar 2006, mens hun var indlagt rekonvalescent efter en operation. Aase Madsen spillede ofte femme fatale i 1940'ernes Hollywood Film. Egentlig var hun udlært fotograf og ønskede at blive filmklipper, men den danske instruktør Alice O’Fredericks overtalte hende til at være med i filmen “kidnappet” i 1935. Sin amerikanske debut fik hun i “Honeymoon på Bali” I 1939. Rygterne vil vide, at hun fuldstændig stjal billedet fra filmstjernerne Madeleine Carroll og Fred MacMurray. En af de mest mindeværdige roller havde hun i George Cukors film ”En kvindes ansigt” fra 1941. 
Mest kendt for sci-fi thrilleren Rocketship X-M fra 1950.
Fordi hun ofte blev forvekslet med to andre skuespillerinder, Ona Munson og Illona Massey, skiftede hun navn til Stefanie Paull i filmen ”Million Dollar Weekend” fra 1948. Hun skiftede dog tilbage til Osa Massen igen for ”Rocketship X-M”.

## Ekstern henvisning
- Aase Madsen på Internet Movie Database (engelsk)
- Aase Madsen på Filmdatabasen
- Aase Madsen på danskefilm.dk
- Aase Madsen på danskfilmogtv.dk
- Aase Madsen på Svensk Filmdatabas (svensk)
- Aase Madsen på AlloCiné (fransk)
- Aase Madsen på AllMovie (engelsk)
- Aase Madsen på The Movie Database (engelsk)